# 勝抜きのど自慢
『勝抜きのど自慢』（かちぬきのどじまん）は、1966年10月5日から1967年3月29日までフジテレビ系列で放送されていたフジテレビ製作の歌謡番組である。1966年12月7日放送分からは『100万円勝抜きのど自慢』（ひゃくまんえん - ）と題して放送されていた。放送時間は毎週水曜 19:30 - 20:00（日本標準時）。

## 概要
前番組『サトウ 勝ち抜きエレキ合戦』をリニューアルした視聴者参加型の歌謡番組で、毎回1組のチャンピオンと挑戦者4組が出場。挑戦者の中から最高得点を出した組はチャンピオンと対戦でき、4週勝ち抜くと賞金100万円が贈られた。初回ならびにチャンピオンがいない回においては5組が出場し、最高得点を出した組が自動的にチャンピオンとなった。『勝ち抜きエレキ合戦』との違いは、ポピュラーものの歌に限定されていた点と賞金が100万円という点である。

## 出演者
- 前期司会：鈴木やすし（後の鈴木ヤスシ）
- 後期司会：長沢純
- 審査員：浜口庫之助
- ほか

| フジテレビ系列 水曜 19:30 - 20:00                          | フジテレビ系列 水曜 19:30 - 20:00                                                                           | フジテレビ系列 水曜 19:30 - 20:00                             |
| 前番組                                                     | 番組名 | 次番組                                                        |
| ---------------------------------------------------------- | --- | ------------------------------------------------------------- |
| サトウ 勝ち抜きエレキ合戦 （1965年9月1日 - 1966年9月28日） | 勝抜きのど自慢 （1966年10月5日 - 1966年11月30日） ↓ 100万円勝抜きのど自慢 （1966年12月7日 - 1967年3月29日） | 若さで歌おう ヤアヤアヤング! （1967年4月5日 - 1968年9月25日） |